# Efrem soldato di ventura
Efrem soldato di ventura è un romanzo del 1973 dell'autore italiano Mino Milani.

## Storia editoriale
Il romanzo è stato inizialmente pubblicato a puntate sul Corriere dei Piccoli agli inizi degli anni Settanta con illustrazioni di Aldo Di Gennaro ed è stato poi raccolto in volume per l'editore Mursia nel 1973. A questa sono poi succedute numerose edizioni, anche scolastiche.
Nel 1983 l'autore pubblicò, direttamente nelle edizioni scolastiche Mursia, un seguito intitolato Le nuove avventure di Efrem. Questo fu ripubblicato nel 2000 dall'Editrice La Scuola col titolo Efrem il cavaliere.

## Trama
Nel 1366 Efrem è un servo della gleba diciassettenne che vive nelle campagne lombarde. Un giorno assiste da vicino al passaggio della Compagnia della Rosa Bianca, capitanata dal condottiero inglese Giovanni Acuto. Il giovane cavaliere ser Jacob requisisce l'agnellino che Efrem tiene in braccio e lo uccide tagliandolo in due; Efrem aggredisce allora ser Jacob atterrandolo e provocando l'intervento di Acuto, che impedisce che ser Jacob si vendichi su Efrem ma arruola a forza quest'ultimo nella compagnia, assegnandolo al servizio di un altro cavaliere inglese, ser Richard.
Nella compagnia Efrem fa amicizia con Grullo, un uomo zoppo e sfigurato da ustioni che ha una cultura non comune e che col tempo gli insegna a leggere e a scrivere il proprio nome, nonostante che il ragazzo inizialmente consideri queste cose come inutili. Grullo mette in guardia Efrem dai tentativi di fuga, ammonendolo che anche sfuggendo ai soldati di ventura potrebbe poi essere ucciso dai contadini esasperati dalle loro requisizioni. Infatti, durante una scorribanda in un villaggio Efrem si nasconde in una capanna per uscirne quando la compagnia se n'è andata, ma viene poi attaccato dagli abitanti superstiti che lo prendono per un saccheggiatore; non può allora fare altro che ritornarsene all'accampamento.
Sempre in cerca di vettovaglie, Giovanni Acuto pensa di usare Efrem come cavallo di Troia per impadronirsi di una cascina fortificata senza colpo ferire, ma questi, quando comprende il piano, rifiuta di prendervi parte e viene sottoposto alla tortura della corda; il condottiero, colpito dall'atteggiamento di Efrem, ordina che sia addestrato come soldato, cosa a cui provvedono ser Richard e il suo scudiero Duccio. Ser Jacob ne approfitta per cercare di vendicarsi dell'umiliazione subita: riesce a togliere ad Efrem la lancia che sta imbracciando, ma perde il suo scudo quando questo è colpito dall'ascia che il suo oppositore ha raccolto.
Mentre l'armata, formata da varie compagnie riunite, si addentra nelle terre degli Estensi a cui sta movendo guerra, Acuto decide di lasciare da parte una torre di guardia in riva all'Adige, ma promette una ricompensa a chi l'espugnerà. Fiascone di Romagna, appartenente alla Compagnia del Gatto, accetta la sfida e cerca dei volontari: tra questi si presenta Efrem, che desidera un vestito nuovo per liberarsi dei suoi stracci da contadino. Efrem attraversa il fiume a nuoto portando una fune alla quale si attaccheranno gli assalitori; un primo assalto da parte di Fiascone fallisce, ma un secondo, condotto su una barca pilotata da Efrem, ha successo e la torre è espugnata tra le fiamme. L'ormai ex servo ottiene così un vestito nuovo col privilegio di portare una rosa bianca, emblema della compagnia. Orgoglioso del suo nuovo status, egli incontra nel bosco una contadinella di nome Rita ed è colpito dalla sua bellezza. Quando però apprende che suo padre era tra i difensori della torre e che probabilmente è morto per causa sua, se ne corre via singhiozzando.
Poco tempo dopo, l'accampamento viene attaccato da un distaccamento nemico ed Efrem, che si trova circondato dalla mischia, riceve il battesimo delle armi, ma riesce ad uscirne incolume. Duccio racconta l'accaduto, incluso il pianto liberatorio alla fine della battaglia, al comandante Acuto, che ne è soddisfatto poiché è quanto accade ad ogni nuovo soldato.
Un giorno, agli inizi del 1367, Efrem nota alcuni nemici che bivaccano nella foresta poco distante e riferisce la cosa a ser Richard, che decide di tenere loro un'imboscata. Quest'azione però viene scoperta e ne segue un furioso combattimento, nel quale Duccio è ferito mortalmente. Efrem rimane accanto a lui fino all'ultimo e ne riceve il suo bene più prezioso, una piccola croce d'oro. Viene allora nominato scudiero di ser Richard.
Ser Jacob, che mal sopporta questa promozione di Efrem, suggerisce a ser Richard di mandarlo in missione con Diablotin, un cavaliere bretone particolarmente sanguinario. Assieme ad altri subalterni si recano in una cascina per requisire viveri e qui Diablotin ordina ad Efrem di uccidere a sangue freddo una vecchia ed un ragazzo, ma il giovane rifiuta decisamente. Diablotin si avventa su di lui con la spada sguainata, ma è trafitto da quella di Efrem. All'accampamento, questi è condannato all'impiccagione per aver ucciso un cavaliere della compagnia, ma l'arrivo dei nemici interrompe l'esecuzione. Alla fine della battaglia, Efrem si presenta nella tenda di Acuto, che in ragione di questo comportamento lo grazia.
Con l'arrivo della primavera terminano anche le ostilità e le varie compagnie smobilitano i campi. Efrem rivede Rita, fortemente emaciata, e l'invita a seguire la compagnia in viaggio affinché non muoia di fame. Egli medita di lasciare la vita militare e di stabilirsi con lei in qualche villaggio, cosa di cui chiede licenza a ser Richard, il quale gliela concede, seppure a malincuore. La sua lancia viene però attaccata in prossimità della torre espugnata qualche mese prima ed il cavaliere è ferito gravemente al petto da una freccia. Efrem organizza la resistenza facendo asserragliare i suoi compagni nella torre ed attirandovi gli assalitori all'interno con uno stratagemma. Ser Richard, che ha assistito esanime a tutta la manovra, prima di spirare nomina Efrem capolancia.
L'indomani Efrem conduce Rita in un monastero femminile, accompagnandola con una generosa offerta perché le monache abbiano cura di lei, e si ripresenta da Acuto, narrandogli della morte di ser Richard ma omettendo le sue ultime parole, che vengono tuttavia riferite da altri al condottiero. Questi conferma la nomina a capolancia ma la differisce a dopo una "vera" battaglia; nel frattempo, con una breve cerimonia simbolica, fa di Efrem un cavaliere. Ser Jacob, ora che Efrem è diventato un suo pari, lo sfida a duello; il nuovo cavaliere accetta, ma rimanda la tenzone a quando il comandante la permetterà. Grullo si congratula con Efrem per il suo successo, ma allo stesso tempo gli profetizza che diventerà spietato come gli altri soldati di professione; il suo amico rivendica con orgoglio la sua nuova condizione, ma nega che sarà mai come loro.

## Edizioni
- Mino Milani, Efrem soldato di ventura, collana Tascabili per la scuola, illustrazioni di Milena Jahier, presentazione di Gianni Rodari, Milano, A.P.E. Mursia, 1973.
- Mino Milani, Efrem soldato di ventura, collana Tascabili per la scuola, presentazione di Gianni Rodari, n. 1, Milano, A.P.E. Mursia, 1977.
- Mino Milani, Efrem soldato di ventura, collana Tascabili per la scuola. Sezione Romanzi e racconti, presentazione di Gianni Rodari, Milano, Mursia, 1984.
- Mino Milani, Efrem soldato di ventura, collana Corticelli, illustrazioni di Alberto Michelini, n. 212, Milano, Mursia, 1994, ISBN 88-425-1752-6.
- Mino Milani, Efrem soldato di ventura, collana Invito alla lettura. Sezione Scrittori moderni e contemporanei, presentazione di Gianni Rodari, Milano, Mursia Scuola, 1999, ISBN 88-8332-179-0.
- Mino Milani, Efrem soldato di ventura, collana I libri di Mino Milani, Milano, Mursia, 2001, ISBN 88-425-3072-7.